# Општина Темиско (Морелос)
Темиско (шп. Temixco) општина је у Мексику у савезној држави Морелос. Општина се налази на надморској висини од 1269 м.

## Становништво
Према подацима из 2010. у општини је живело 108126 становника.

### Хронологија
| Година       | 2000                  | 2005                  | 2010                   |
| ------------ | --------------------- | --------------------- | ---------------------- |
| Становништво | 92850 (44990 / 47860) | 98560 (47507 / 51053) | 108126 (52374 / 55752) |

### Попис
| \| \| м \| \| \| ж \| \| 0—2 \| 3.067 \| \| \| 2.886 \| \| 3—5 \| 3.228 \| \| \| 3.262 \| \| 6—11 \| 6.505 \| \| \| 6.373 \| \| 12—14 \| 3.339 \| \| \| 3.206 \| \| 15—17 \| 3.507 \| \| \| 3.390 \| \| 18—24 \| 7.084 \| \| \| 7.387 \| \| 60+ \| 4.681 \| \| \| 5.305 \| \| Просек : \| 28,3 \| \| \| 29,5 \| |       |  |  |       |
| |       |  |  |       |
| | м     |  |  | ж     |
| 0—2 | 3.067 |  |  | 2.886 |
| 3—5 | 3.228 |  |  | 3.262 |
| 6—11 | 6.505 |  |  | 6.373 |
| 12—14 | 3.339 |  |  | 3.206 |
| 15—17 | 3.507 |  |  | 3.390 |
| 18—24 | 7.084 |  |  | 7.387 |
| 60+ | 4.681 |  |  | 5.305 |
| Просек : | 28,3  |  |  | 29,5  |

| #   | Индикатор                                                                                        | Вредност |
| --- | ------------------------------------------------------------------------------------------------ | -------- |
| 1   | Становништво од 0 до 2 године                                                                    | 5953     |
| 2   | Мушко становништво од 0 до 2 године                                                              | 3067     |
| 3   | Женско становништво од 0 до 2 године                                                             | 2886     |
| 4   | Становништво са 3 и више година                                                                  | 101747   |
| 5   | Мушко становништво са 3 и више година                                                            | 49093    |
| 6   | Женско становништво са 3 и више година                                                           | 52654    |
| 7   | Становништво са 5 и више година                                                                  | 97432    |
| 8   | Мушко становништво са 5 и више година                                                            | 46979    |
| 9   | Женско становништво са 5 и више година                                                           | 50453    |
| 10  | Становништво са 12 и више година                                                                 | 82379    |
| 11  | Мушко становништво са 12 и више година                                                           | 39360    |
| 12  | Женско становништво са 12 и више година                                                          | 43019    |
| 13  | Становништво са 15 и више година                                                                 | 75834    |
| 14  | Мушко становништво са 15 и више година                                                           | 36021    |
| 15  | Женско становништво са 15 и више година                                                          | 39813    |
| 16  | Становништво са 18 и више година                                                                 | 68937    |
| 17  | Мушко становништво са 18 и више година                                                           | 32514    |
| 18  | Женско становништво са 18 и више година                                                          | 36423    |
| 19  | Становништво од 3 до 5 година                                                                    | 6490     |
| 20  | Мушко становништво од 3 до 5 година                                                              | 3228     |
| 21  | Женско становништво од 3 до 5 година                                                             | 3262     |
| 22  | Становништво од 6 до 11 година                                                                   | 12878    |
| 23  | Мушко становништво од 6 до 11 година                                                             | 6505     |
| 24  | Женско становништво од 6 до 11 година                                                            | 6373     |
| 25  | Становништво од 8 до 14 година                                                                   | 15181    |
| 26  | Мушко становништво од 8 до 14 година                                                             | 7725     |
| 27  | Женско становништво од 8 до 14 година                                                            | 7456     |
| 28  | Становништво од 12 до 14 година                                                                  | 6545     |
| 29  | Мушко становништво од 12 до 14 година                                                            | 3339     |
| 30  | Женско становништво од 12 до 14 година                                                           | 3206     |
| 31  | Становништво од 15 до 17 година                                                                  | 6897     |
| 32  | Мушко становништво од 15 до 17 година                                                            | 3507     |
| 33  | Женско становништво од 15 до 17 година                                                           | 3390     |
| 34  | Становништво од 18 до 24 године                                                                  | 14471    |
| 35  | Мушко становништво од 18 до 24 године                                                            | 7084     |
| 36  | Женско становништво од 18 до 24 године                                                           | 7387     |
| 37  | Женско становништво од 15 до 49 година                                                           | 30014    |
| 38  | Становништво са 60 и више година                                                                 | 9986     |
| 39  | Мушко становништво са 60 и више година                                                           | 4681     |
| 40  | Женско становништво са 60 и више година                                                          | 5305     |
| 41  | Однос између мушкараца и жена                                                                    | 93.94    |
| 42  | Становништво од нуле до 14 година                                                                | 31866    |
| 43  | Становништво од 15 до 64 године                                                                  | 68889    |
| 44  | Становништво од 65 година и више                                                                 | 6945     |
| 45  | Просечан број деце                                                                               | 2.42     |
| 46  | Становништво рођено у ентитету                                                                   | 72087    |
| 47  | Мушко становништво рођено у ентитету                                                             | 35513    |
| 48  | Женско становништво рођено у ентитету                                                            | 36574    |
| 49  | Становништво рођено у другом ентитету                                                            | 34538    |
| 50  | Мушко становништво рођено у другом ентитету                                                      | 16134    |
| 51  | Женско становништво рођено у другом ентитету                                                     | 18404    |
| 52  | Становништво од 5 година и више резидентно у ентитету у јуну 2005. године                        | 91737    |
| 53  | Мушко становништво старосног доба од 5 година и више, резидентно у ентитету у јуну 2005. године  | 43996    |
| 54  | Женско становништво старосног доба од 5 и више година, резидентно у ентитету у јуну 2005. године | 47741    |
| 55  | Становништво од 5 година и више које је живело у другом ентитету у јуну 2005. године             | 3897     |
| 56  | Мушко становништво старије од 5 година које је живело у другом ентитету у јуну 2005. године      | 1883     |
| 57  | Женско становништво старије од 5 година које је живело у другом ентитету у јуну 2005. године     | 2014     |
| 58  | Становништво од 3 године и више које говори аутохтони језик                                      | 3981     |
| 59  | Мушко становништво старо 3 године и више које говори аутохтони језик                             | 1963     |
| 60  | Женско становништво старо 3 године и више које говори аутохтони језик                            | 2018     |
| 61  | Становништво од 3 године и више које говори аутохтони језик и не говори шпански језик            | 60       |
| 62  | Мушко становништво старо 3 године и више које говори аутохтони језик и не говори шпански         | 21       |
| 63  | Женско становништво старо 3 године и више које говори аутохтони језик и не говори шпански језик  | 39       |
| 64  | Становништво старо 3 године и више које говори аутохтони језик и шпански                         | 3691     |
| 65  | Мушко становништво старо 3 године и више које говори аутохтони језик и шпански                   | 1831     |
| 66  | Женско становништво старо 3 године и више које говори аутохтони језик и шпански                  | 1860     |
| 67  | Становништво од 5 година и више које говори аутохтони језик                                      | 3837     |
| 68  | Становништво од 5 година и више које говори аутохтони језик и не говори шпански језик            | 51       |
| 69  | Становништво од 5 година и више које говори аутохтони језик и говори шпански језик               | 3563     |
| 70  | Становништво у домородачким домаћинствима                                                        | 5361     |
| 71  | Становништво са ограничењима у активностима                                                      | 4177     |
| 72  | Становништво са ограниченим ходањем или кретањем, горе или доле                                  | 2335     |
| 73  | Становници са ограничењима вида, чак и уз кориштење сочива                                       | 1109     |
| 74  | Становништво са ограничењима говора, комуникације или конверзације                               | 412      |
| 75  | Становништво са ограниченим слухом                                                               | 512      |
| 76  | Становништво са ограничењима при одевању, купању или јелу                                        | 163      |
| 77  | Становништво са ограничењима у опажању или учењу једноставних ствари                             | 159      |
| 78  | Становништво са менталним ограничењима                                                           | 358      |
| 79  | Становништво без ограничења активности                                                           | 103094   |
| 80  | Становништво од 3 до 5 година које не похађа школу                                               | 3466     |
| 81  | Мушко становништво од 3 до 5 година које не похађа школу                                         | 1702     |
| 82  | Женско становништво од 3 до 5 година које не похађа школу                                        | 1764     |
| 83  | Становништво од 6 до 11 година које не похађа школу                                              | 556      |
| 84  | Мушко становништво од 6 до 11 година које не похађа школу                                        | 304      |
| 85  | Женско становништво од 6 до 11 година које не похађа школу                                       | 252      |
| 86  | Становништво од 12 до 14 година које не похађа школу                                             | 685      |
| 87  | Мушко становништво од 12 до 14 година које не похађа школу                                       | 428      |
| 88  | Женско становништво од 12 до 14 година које не похађа школу                                      | 257      |
| 89  | Становништво од 15 до 17 година похађа школу                                                     | 4163     |
| 90  | Мушко становништво од 15 до 17 година похађа школу                                               | 1947     |
| 91  | Женско становништво између 15 и 17 година живота у школи                                         | 2216     |
| 92  | Становништво од 18 до 24 године похађа школу                                                     | 3112     |
| 93  | Мушко становништво од 18 до 24 године похађа школу                                               | 1452     |
| 94  | Женско становништво од 18 до 24 године похађа школу                                              | 1660     |
| 95  | Становништво од 8 до 14 година које не може да чита и пише                                       | 487      |
| 96  | Мушко становништво старосног доба од 8 до 14 година које не може да чита и пише                  | 281      |
| 97  | Женско становништво старосног доби од 8 до 14 година које не може да чита и пише                 | 206      |
| 98  | Становништво од 15 година и више које је неписмено                                               | 5803     |
| 99  | Мушко становништво од 15 година и више које је неписмено                                         | 2172     |
| 100 | Женско становништво од 15 година и више које је неписмено                                        | 3631     |
| 101 | Становништво старо 15 и више година без школовања                                                | 7048     |
| 102 | Мушко становништво старо 15 и више година без школовања                                          | 2846     |
| 103 | Женско становништво старо 15 и више година без школовања                                         | 4202     |
| 104 | Становништво старосног доба 15 и више година са непотпуним основним образовањем                  | 8843     |
| 105 | Мушко становништво старосног доба од 15 година и више са непотпуном основним образовањем         | 4256     |
| 106 | Женско становништво старосног доба 15 и више година са непотпуном основним образовањем           | 4587     |
| 107 | Становништво старо 15 и више година са комплетним основним образовањем                           | 12726    |
| 108 | Мушко становништво старо 15 година и више са комплетним основним образовањем                     | 6168     |
| 109 | Женско становништво старо 15 и више година са комплетним основним образовањем                    | 6558     |
| 110 | Становништво старосног доба 15 и више година са непотпуним средњим образовањем                   | 4280     |
| 111 | Мушко становништво старосног доба од 15 година и више са непотпуним средњим образовањем          | 2319     |
| 112 | Женско становништво старосног доба од 15 година и више са непотпуним средњим образовањем         | 1961     |
| 113 | Становништво старо 15 и више година са пуним секундарном образовањем                             | 20415    |
| 114 | Мушко становништво старосног доба од 15 година и више са пуним секундарном образовањем           | 9941     |
| 115 | Женско становништво старосног доба од 15 година и више са пуним секундарном образовањем          | 10474    |
| 116 | Становништво старије од 18 година са постосновним образовањем                                    | 20399    |
| 117 | Мушко становништво старије од 18 година са постосновним образовањем                              | 9625     |
| 118 | Женско становништво старије од 18 година са постосновним образовањем                             | 10774    |
| 119 | Просечна оцена школовања                                                                         | 8.02     |
| 120 | Просечан ниво образовања мушке популације                                                        | 8.12     |
| 121 | Просечан ниво образовања женског становништва                                                    | 7.94     |
| 122 | Економски активно становништво                                                                   | 45655    |
| 123 | Економски активна мушка популација                                                               | 29477    |
| 124 | Економски активна женска популација                                                              | 16178    |
| 125 | Становништво које није економски активно                                                         | 36348    |
| 126 | Мушко становништво које није економски активно                                                   | 9643     |
| 127 | Женско становништво које није економски активно                                                  | 26705    |
| 128 | Запослено становништво                                                                           | 43834    |
| 129 | Запослено мушко становништво                                                                     | 27987    |
| 130 | Запослено женско становништво                                                                    | 15847    |
| 131 | Незапослена популација                                                                           | 1821     |
| 132 | Незапослена мушка популација                                                                     | 1490     |
| 133 | Незапослена женска популација                                                                    | 331      |
| 134 | Становништво без права на здравствене услуге                                                     | 43322    |
| 135 | Становништво које има право на здравствене услуге                                                | 64091    |
| 136 | Становништво које има право на ИМСС                                                              | 24222    |
| 137 | Становништво које има право на социјално осигурање                                               | 5211     |
| 138 | Становништво које има право на државно социјално осигурање                                       | 221      |
| 139 | Становништво које има право на опште осигурање или здравствено осигурање за нову генерацију      | 32773    |
| 140 | Становништво које је било једном или није било у браку током 12 година и више                    | 28372    |
| 141 | Венчано или уједињено становништво од 12 година и више                                           | 44893    |
| 142 | Становништво које је било у браку или уједињено 12 година и више                                 | 9001     |
| 143 | Становништво са католичком религијом                                                             | 77591    |
| 144 | Протестанти, еванђелисти и библијски следбеници различити од еванђелиста                         | 17641    |
| 145 | Становништво са другим религијама различитим од претходних                                       | 351      |
| 146 | Становништво без религије                                                                        | 9424     |
| 147 | Укупно пописаних домаћинства                                                                     | 27513    |
| 148 | Пописна домаћинства на челу са мушкарцима                                                        | 20098    |
| 149 | Пописна домаћинства на челу са женама                                                            | 7415     |
| 150 | Становништво у пописним домаћинствима                                                            | 107666   |
| 151 | Становништво у пописним домаћинствима на челу са мушкарцима                                      | 81586    |
| 152 | Становништво у пописним домаћинствима на челу са женама                                          | 26080    |
| 153 | Укупно домаћинстава                                                                              | 37866    |
| 154 | Укупно насељених домаћинстава                                                                    | 27652    |
| 155 | Укупно приватних кућа                                                                            | 37727    |
| 156 | Насељени приватни домови                                                                         | 27513    |
| 157 | Укупно насељених приватних кућа                                                                  | 27646    |
| 158 | Ненасељене приватне куће                                                                         | 7349     |
| 159 | Појединачна домаћинства за привремену употребу                                                   | 2865     |
| 160 | Становници у насељеним приватним кућама                                                          | 107666   |
| 161 | Насељеност станара у приватним становима                                                         | 3.91     |
| 162 | Просечно становника по соби у приватним насељеним домаћинствима                                  | 1.15     |
| 163 | Појединачна домаћинства са подовима од различитих материјала од земље                            | 25961    |
| 164 | Појединачна домаћинства у приземљу                                                               | 1443     |
| 165 | Појединачна домаћинства са једном спаваћом собом                                                 | 10517    |
| 166 | Појединачна домаћинства са две спаваће собе и више                                               | 16911    |
| 167 | Појединачна домаћинства са једним собом                                                          | 2581     |
| 168 | Појединачна домаћинства са две собе                                                              | 5952     |
| 169 | Појединачна домаћинства са 3 собе и више                                                         | 18872    |
| 170 | Појединачна домаћинства која имају електрично светло                                             | 27207    |
| 171 | Појединачна домаћинства која немају електрично светло                                            | 221      |
| 172 | Појединачна домаћинства која имају водоводну воду у стамбеном простору                           | 25519    |
| 173 | Појединачна домаћинства која немају водоводну воду у стамбеном простору                          | 1889     |
| 174 | Појединачна домаћинства која имају тоалет                                                        | 26820    |
| 175 | Појединачна домаћинства која имају канализацију                                                  | 26742    |
| 176 | Појединачна домаћинства која немају канализацију                                                 | 635      |
| 177 | Појединачна домаћинства која имају електрично светло, довод воде из јавне мреже и канализацију   | 24959    |
| 178 | Појединачна домаћинства без икаквих услова                                                       | 365      |
| 179 | Појединачна домаћинства која имају радио                                                         | 21866    |
| 180 | Појединачна домаћинства која имају телевизор                                                     | 26092    |
| 181 | Појединачна домаћинства која имају фрижидер                                                      | 23950    |
| 182 | Појединачна домаћинства која имају машину за веш                                                 | 15050    |
| 183 | Појединачна домаћинства која имају аутомобил или комби                                           | 9653     |
| 184 | Појединачна домаћинства која имају рачунар                                                       | 6089     |
| 185 | Појединачна домаћинства која имају фиксну телефонску линију                                      | 14285    |
| 186 | Појединачна домаћинства која имају мобилни телефон                                               | 17314    |
| 187 | Појединачна домаћинства која имају приступ интернету                                             | 4611     |